# Pius Brânzeu
Pius Brânzeu (* 25. Januar 1911 in Vulcan, Kreis Hunedoara, Rumänien; † 1. Juli 2002 in Timișoara) war ein rumänischer Chirurg, Professor der Medizinischen und Pharmazeutischen Universität Victor Babeș, Leiter der Chirurgischen Klinik der Regionaldirektion für Transportwesen in Timișoara und Mitglied der Rumänischen Akademie Bukarest.

## Leben und Wirken
Pius Brânzeu wurde in Vulcan im Kreis Hunedoara geboren. Sein Vater Nicolae Brânzeu war griechisch-katholischer Priester und seine Mutter Emilia war Lehrerin. Seine Kindheit verbrachte er im Banater Comloșu Mare und die Schulzeit in Lugoj, wo er das Lyzeum „Coriolan Brediceanu“ absolvierte.
Pius Brânzeu studierte von 1932 bis 1939 Medizin an der Universität in Straßburg, Frankreich. 1939 schrieb er seine Dissertation mit dem Thema „Contributions à l’étude anatomo-clinique des artérites oblitérantes croniques“ bei seinem Doktorvater René Leriche.

### Chirurg
Am 16. Dezember 1940 kam Pius Brânzeu als Facharzt an die „Klinik für Chirurgie Aurel Cândea“ (rumänisch: Spitalul Clinic Dr. Aurel Cândea; ehemaliges Bürgerspital) in Timișoara. Am 15. Juli 1945 erfolgte seine Ernennung zum Dozenten der Chirurgie des neu gegründeten Medizin-Instituts. Diese Tätigkeit hatte er bis 1981 inne. In der Zeitspanne von 1946 bis 1976 war er Rektor der Medizinischen und Pharmazeutischen Universität Victor Babeș in Timișoara.
Mit der Gründung der Universitätskliniken wurde Pius Brânzeu 1946 stellvertretender Leiter der „Klinik für Chirurgie I“ (rumänisch: Clinica de Chirurgie I; ehemaliges Militärspital) unter der Leitung von Ion Făgărășanu. Anschließend hatte er dieses Amt an der damaligen Neuen Klinik (rumänisch: Clinicile Noi; heute: Munizipalkrankenhaus, rumänisch: Spitalul Clinic Municipal) bis 1959 inne, als er die Leitung der „Chirurgischen Klinik der Regionaldirektion für Transportwesen“ (rumänisch: Spitalul Clinic CFR Timisoara) übernahm und bis 1981 leitete.
Pius Brânzeu war ab 1974 korrespondierendes Mitglied der rumänischen Akademie und ab 1990 deren Vollmitglied.

### Veröffentlichungen
- 1955 – Chirurgie, Band I, (rumänisch: Chirurgie, vol. I), Editura Medicală
- 1973 – Die Verantwortung des Arztes und die Kunst der Diagnose (rumänisch: Simțul clinic și arta diagnosticului), Editura Facla
- 1977 –  Angiografie und die medizinische Praxis (rumänisch: Angiografia în practica medicală), Editura Facla
- 1988 – Jenseits von Skalpell und Chirurgie (rumänisch: Dincolo de bisturiu în chirurgie), Editura Academiei R.S.R.
- 1989 – Die Wiederfindung des Asklepios (rumänisch: Regăsirile lui Asclepios), Editura Facla
- 1997 – Die großen Errungenschaften der Chirurgie (rumänisch: Marile performanțe în chirurgie), Editura de Vest

### Mitgliedschaften
Pius Brânzeu war Mitglied folgender nationaler und internationaler Gesellschaften:
- Mitglied der rumänischen Akademie
- Internationale Gesellschaft für Chirurgie
- Europäische Gesellschaft für Herz- und Gefäßchirurgie
- Französische Gesellschaft für Phlebologie
- Deutsche Gesellschaft für Angiologie
- Französisches Kollegium für Gefäßpathologie
- Internationale Gesellschaft für Digestionschirurgie
- Bund Balkanischer Ärzte
- Delegierter Rumäniens beim Phlebologischen Weltverband

### Preise und Auszeichnungen
Seine chirurgischen, wissenschaftlichen und Lehrtätigkeiten wurden mit zahlreichen Preisen und Orden ausgezeichnet:
- 1939 – Louis-Sencert-Preis für die beste chirurgische Arbeit
- 1964 – Arbeitsorden III. Klasse
- 1966 – Wissenschaftlicher Verdienstorden III. Klasse
- 1969 – Verdienter Universitätsprofessor
- 1971 – Gesundheitsverdienstorden I. Klasse
- 1973 – Verdienstvoller Arzt
- 1996 – Ehrenbürger von Timișoara